# Akihiko Hirata
Pour les articles homonymes, voir Hirata.
Akihiko Hirata (平田昭彦, Hirata Akihiko) (né Akihiko Onoda (野田昭彦, Onoda Akihiko) le 16 ou 26 décembre 1927 à Séoul et mort le 25 juillet 1984 à Tokyo) est un acteur japonais.
Il est surtout connu pour son rôle du Dr Daisuke Serizawa dans Godzilla (1954) ainsi que pour son travail dans le genre kaijū, dans des films tels King Kong contre Godzilla, Prisonnière des Martiens, Les Monstres du continent perdu et Godzilla contre Mecanik Monster.

## Biographie

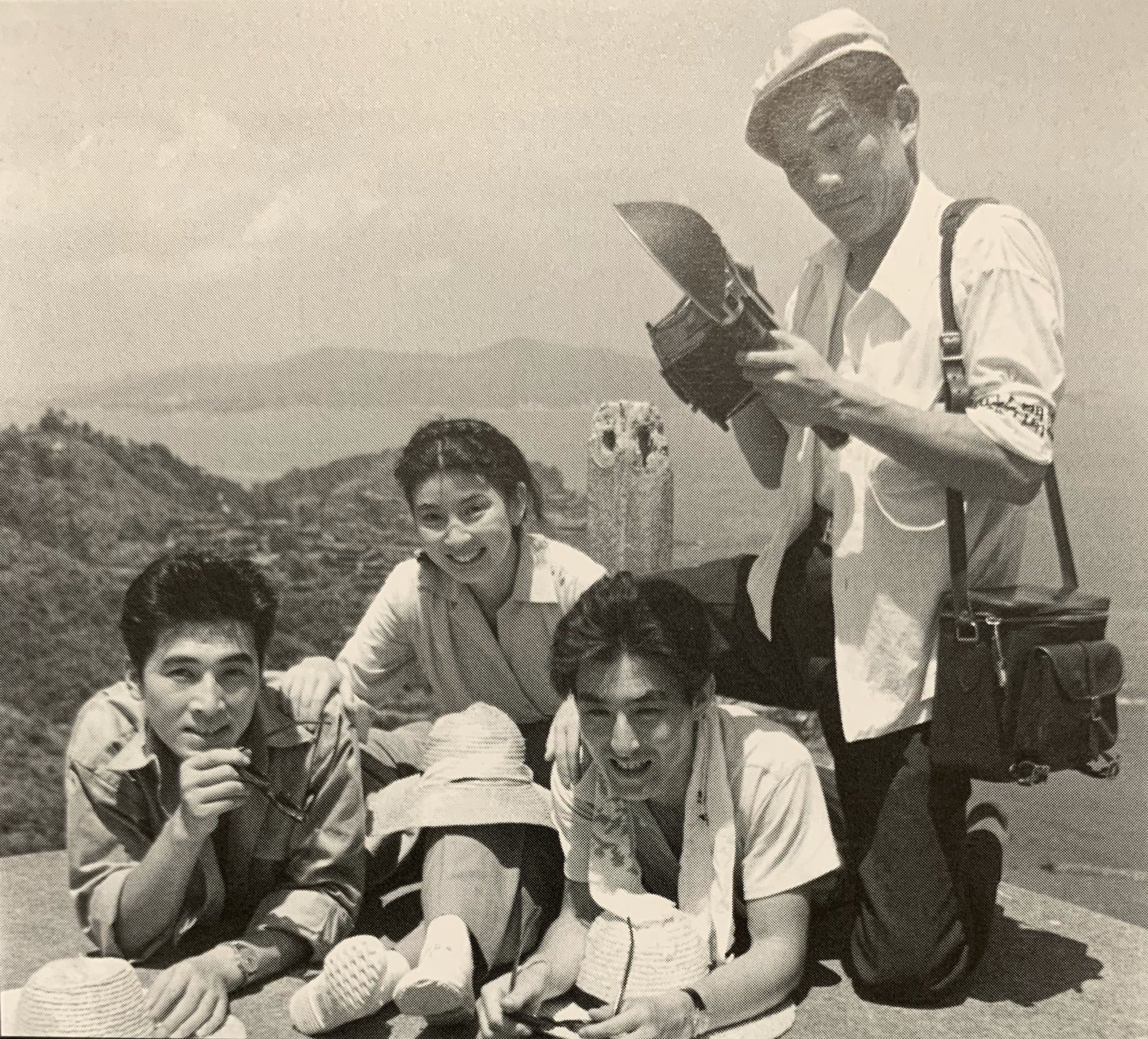
De g. à d. : Akira Takarada, Momoko Kōchi, Akihiko Hirata et Sachio Sakai sur le tournage de Godzilla (1954).

Akihiko Hirata naît à Séoul, en Corée dans une famille aisée en 1927. Il fait des études à la Tokyo University's School of Interior Design, avant de rejoindre Shintōhō comme assistant directeur (sous la direction de son frère aîné Yoshiki Onoda (en)).
Akihiko Hirata rejoint les studios Tōhō en 1953, lors du programme New Face. Il paraît d'abord dans Hoyo de Masahiro Makino, puis l'année suivante dans Godzilla d'Ishirō Honda. On pensait lui attribuer le rôle d'Ogata, mais celui-ci est finalement confié à Akira Takarada.
Il apparaît dans près de 130 films entre 1953 et 1984.

### Vie privée
Akihiko Hirata est marié à Yoshiko Kuga de 1961 jusqu'à sa mort, qui survient après une longue lutte contre le cancer du poumon.

## Filmographie partielle

### Années 1950
- 1953 : L'Étreinte (抱擁, Hoyo?) de Masahiro Makino : Yamaoka, alias Sandaime
- 1953 : Monsieur Pû (プーサン, Pū-san?) de Kon Ichikawa
- 1953 : Les Jeunes Filles en fleurs (花の中の娘たち, Hana no naka no musumetachi?) de Kajirō Yamamoto : Takamaro Kitaōji
- 1953 : Tetsuwan namida ari (鉄腕涙あり?) d'Eisuke Takizawa
- 1954 : Farewell Rabaul (さらばラバウル, Saraba Rabauru?) d'Ishirō Honda : Premier lieutenant Noguchi
- 1954 : Itsuko to sono haha (伊津子とその母?) de Seiji Maruyama : Kozo Miyoshi
- 1954 : La Légende de Musashi (宮本武蔵, Miyamoto Musashi?) de Hiroshi Inagaki : Seijuro Yoshioka
- 1954 : Godzilla (ゴジラ, Gojira?) d'Ishirō Honda : Dr Daisuke Serizawa
- 1955 : Sanjūsangōsha ōtō nashi (３３号車応答なし?) de Senkichi Taniguchi
- 1955 : Duel à Ichijoji (続宮本武蔵 一乗寺の決闘, Zoku Miyamoto Musashi : Ichijōji no kettō?) de Hiroshi Inagaki : Seijūrō Yoshioka
- 1955 : La Route du voyage (旅路, Tabiji?) de Hiroshi Inagaki : Horikoshi no Masakichi
- 1955 : Natsume Soseki no Sanshiro (夏目漱石の三四郎?) de Nobuo Nakagawa : Sugimoto
- 1955 : Kaette kita waka danna (帰って来た若旦那?) de Nobuo Aoyagi : Mochizuki
- 1956 : La Voie de la lumière (宮本武蔵完結編 決闘巌流島, Miyamoto Musashi kanketsuhen : Kettō Ganryūjima?) de Hiroshi Inagaki : Seijūrō Yoshioka
- 1956 : Kuroobi sangokushi (黒帯三国志?) de Senkichi Taniguchi : Shunsuke Iba
- 1956 : Godzilla, King of the Monsters! (怪獣王ゴジラ, Kaijū ō Gojira?) d'Ishirō Honda : Dr Serizawa
- 1956 : Kurama Tengu: Goyōtō ihen (鞍馬天狗 御用盗異変?) de Kyōtarō Namiki
- 1956 : Furyō shōnen (不良少年?) de Senkichi Taniguchi
- 1956 : La Vie trépidante des décideurs (はりきり社長, Harikiri shachō?) de Kunio Watanabe
- 1956 : Fuite dans la peur (恐怖の逃亡, Kyōfu no tōbō?) de Masahiro Makino
- 1956 : Hesokuri shain to wanman shachō: Wanman shachō junjō su (へそくり社員とワンマン社長 へそくり社員敢闘す?) de Motoyoshi Oda
- 1956 : Ani to sono imōto (兄とその妹?) de Shūe Matsubayashi : Michio
- 1956 : L'Été de l'éclipse solaire (日蝕の夏, Nisshoku natsu?) de Hiromichi Horikawa
- 1956 : Rodan (空の大怪獣 ラドン, Sora no daikaijū Radon?) d'Ishirō Honda : Professeur Kyōichirō Kashiwagi
- 1957 : Taian kichijitsu (大安吉日?) de Masanori Kakei (ja)
- 1957 : Arashi no naka no otoko (嵐の中の男?) de Senkichi Taniguchi
- 1957 : Ōban (大番?) de Yasuki Chiba : Arishima
- 1957 : Nemuri Kyōshirō burai hikae: Dainiwa (眠狂四郎無頼控 第二話 円月殺法?) de Shigeaki Hidaka (ja)
- 1957 : L'Art du combat de Yagyu I (柳生武芸帳, Yagyū bugeichō?) de Hiroshi Inagaki : Tomonori
- 1957 : Wakare no chatsumiuta (別れの茶摘歌?) d'Ishirō Honda
- 1957 : Waga mune ni niji wa kiezu (わが胸に虹は消えず?) d'Ishirō Honda : Tokuoka
- 1957 : Koto no tsume (琴の爪?) de Hiromichi Horikawa
- 1957 : Zoku Ōban : Fūun hen (続大番 風雲編?) de Yasuki Chiba : Arishima
- 1957 : Saigo no dassō (最後の脱走?) de Senkichi Taniguchi
- 1957 : Wakare no chatsumiuta shimaihen: Onesan to yonda hito (別れの茶摘歌姉妹篇 お姉さんと呼んだ人?) d'Ishirō Honda
- 1957 : La Geisha du vieux quartier (太夫さんより 女体は哀しく, Kottai-san yori : Nyotai wa kanashiku?) de Hiroshi Inagaki : Sashichi
- 1957 : Zokuzoku Ōban : Dōto uhen (続々大番 怒濤篇?) de Yasuki Chiba : Arishima
- 1957 : Prisonnière des Martiens (地球防衛軍, Chikyū bōeigun?) d'Ishirō Honda : Ryōichi Shiraishi
- 1958 : L'Art du combat de Yagyu II (柳生武芸帳 双龍秘剣, Yagyū bugeichō : Sōryū hiken?) de Hiroshi Inagaki : Tomonori
- 1958 : Kanai anzen (家内安全?) de Hisanobu Marubayashi (ja) : Yōtarō Ibuki
- 1958 : L'Homme H (美女と液体人間, Bijo to ekitainingen?) d'Ishirō Honda : l'inspecteur Tominaga
- 1958 : Meurtre sous l'eau (人喰海女, Hitokui ama?) de Yoshiki Onoda (ja) : l'inspecteur Makino
- 1958 : Hana no bojō (花の慕情?) de Hideo Suzuki : Seigetsu Izumida
- 1958 : Josei SOS (女探偵物語女性ＳＯＳ?) de Hisanobu Marubayashi (ja)
- 1958 : Varan, le monstre géant (大怪獣バラン, Daikaijū Baran?) d'Ishirō Honda : Dr Fujimura
- 1959 : Ombres dans la nuit (暗黒街の顔役, Ankokugai no kaoyaku?) de Kihachi Okamoto
- 1959 : Daigaku no onēchan (大学のお姐ちゃん?) de Toshio Sugie : Iwafune
- 1959 : Samurai Saga (或る剣豪の生涯, Aru kengō no shōgai?) de Hiroshi Inagaki : Akaboshi
- 1959 : Sensuikan I-57 kofuku sezu (潜水艦イ－５７降伏せず?) de Shūe Matsubayashi
- 1959 : Sengoku gunto-den (戦国群盗伝?) de Toshio Sugie : Jiro Hidekuni
- 1959 : La Naissance du Japon (日本誕生, Nippon tanjō?) de Hiroshi Inagaki : Kibino Takehiko

### Années 1960
- 1960 : L'Inspecteur Fujioka (暗黒街の対決, Ankokugai no taiketsu?) de Kihachi Okamoto : Susumu Tendo, le tueur
- 1960 : Hijō toshi (非情都市?) de Hideo Suzuki
- 1960 : Kuroi gashū: Aru sarariman no shōgen (黒い画集 あるサラリーマンの証言?) de Hiromichi Horikawa : Kishimoto, le procureur
- 1960 : Sararīman shusse taikōki: Kanketsuhen hanamuko buchō nanbā wan (サラリーマン出世太閤記 花婿部長Ｎｏ．１?) de Masanori Kakei
- 1960 : The Secret of the Telegian (電送人間, Densō ningen?) de Jun Fukuda : l'inspecteur Kobayashi
- 1960 : Daisan hatoba no kettō (第三波止場の決闘?) de Kōzō Saeki
- 1960 : Tempête sur le Pacifique (ハワイ・ミッドウェイ大海空戦 太平洋の嵐, Hawai Middouei daikaikusen: Taiheiyo no arashi?) de Shūe Matsubayashi : un officier
- 1960 : Daigaku no sanzōkutachi (大学の山賊たち?) de Kihachi Okamoto : gérant de département du magasin Marukyū
- 1960 : Otoko tai otoko (男対男?) de Senkichi Taniguchi : Torimi
- 1960 : La Bande des têtes brûlées fait route vers l'ouest (独立愚連隊西へ, Dokuritsu gurentai nishi-e?) de Kihachi Okamoto
- 1960 : Minagoroshi no uta yori: Kenjū yo saraba (みな殺しの歌より 拳銃よさらば?) d'Eizō Sugawa : Kozo Kinugawa
- 1961 : Récits du château d'Osaka (大阪城物語, Ōsaka-jō monogatari?) de Hiroshi Inagaki : Hayatonosho (Hayato) Susukida
- 1961 : Ankokugai no dankon (暗黒街の弾痕?) de Kihachi Okamoto
- 1961 : Nasake muyō no wana (情無用の罠?) de Jun Fukuda : Morishima
- 1961 : Kaoyaku akatsukini shisu (顔役暁に死す?) de Kihachi Okamoto
- 1961 : Ai to honoho to (愛と炎と?) d'Eizō Sugawa : Kyo Sawada
- 1961 : Dangai no kettō (断崖の決闘?) de Kōzō Saeki
- 1961 : Mothra (モスラ, Mosura?) d'Ishirō Honda : docteur
- 1961 : Kurenai no umi (紅の海?) de Senkichi Taniguchi
- 1961 : La Nuit des femmes (女ばかりの夜, Onna bakari no yoru?) de Kinuyo Tanaka : M. Shima
- 1961 : Kuroi gashū dainibu: Kanryū (黒い画集 第二話 寒流?) de Hideo Suzuki
- 1962 : Sanjuro (椿三十郎, Tsubaki Sanjūrō?) d'Akira Kurosawa : Terada
- 1962 : Astronaut 1980 (妖星ゴラス, Yōsei gorasu?) d'Ishirō Honda : Endō, capitaine du Ōtori
- 1962 : Ai no uzushio (愛のうず潮?) de Seiji Hisamatsu
- 1962 : Rats d'égout en uniforme (どぶ鼠作戦, Dobunezumi sakusen?) de Kihachi Okamoto
- 1962 : King Kong contre Godzilla (キングコング対ゴジラ, Kingukongu tai Gojira?) d'Ishirō Honda : Docteur Shigesawa
- 1962 : Yamaneko sakusen (やま猫作戦?) de Senkichi Taniguchi
- 1962 : Wakai kisetsu (若い季節?) de Kengo Furusawa (ja)
- 1962 : Les 47 Rōnin (忠臣蔵 花の巻 雪の巻, Chūshingura: Hana no maki, yuki no maki?) de Hiroshi Inagaki : Yasoemon Okajima
- 1962 : Ankokugai no kiba (暗黒街の牙?) de Jun Fukuda
- 1963 : La Victoire des aigles (太平洋の翼, Taiheiyo no tsubasa?) de Shūe Matsubayashi
- 1963 : Onna ni tsuyoku naru kufū no kazukazu (女に強くなる工夫の数々?) de Yasuki Chiba : Rokusuke Sakai
- 1963 : Nippon jitsuwa jidai (にっぽん実話時代?) de Jun Fukuda
- 1963 : Chintao yōsai bakugeki meirei (青島要塞爆撃命令?) de Kengo Furusawa (ja)
- 1963 : Hawai no wakadaishō (ハワイの若大将?) de Jun Fukuda
- 1963 : Norainu sakusen (のら犬作戦?) de Jun Fukuda
- 1963 : La Vie élégante de M. Everyman (江分利満氏の優雅な生活, Eburi manshi no yūga-na seikatsu?) de Kihachi Okamoto
- 1963 : Atragon (海底軍艦, Kaitei gunkan?) d'Ishirō Honda : Mu Agent n° 23
- 1964 : La Grande Tornade (士魂魔道 大龍巻, Shikon madō : Daitatsu maki?) de Hiroshi Inagaki : Ryūtarō Inoue
- 1964 : Kyō mo ware ōzora ni ari (今日もわれ大空にあり?) de Kengo Furusawa (ja)
- 1964 : Musekinin yūkyōden (無責任遊侠伝?) de Toshio Sugie
- 1964 : Bric-à-brac (がらくた, Garakuta?) de Hiroshi Inagaki
- 1964 : Banji o kane (万事お金?) de Shūe Matsubayashi
- 1964 : Ghidrah, le monstre à trois têtes (三大怪獣 地球最大の決戦, Sandaikaijū: Chikyū saidai no kessen?) d'Ishirō Honda : enquêteur en chef Okita
- 1965 : Samouraï (侍, Samurai?) de Kihachi Okamoto : Sohei Masui
- 1965 : Ankokugai gekitotsu sakusen (暗黒街全滅作戦?) de Jun Fukuda : Shimada
- 1965 : Fūrai ninpōchō (風来忍法帖?) de Tetsuhiro Kawasaki
- 1965 : La Retraite de Kiska (太平洋奇跡の作戦 キスカ, Taiheiyō kiseki no sakusen: Kisuka?) de Seiji Maruyama : Dr Kudo
- 1965 : Honkon no shiroi bara (香港の白い薔薇?) de Jun Fukuda : Asano
- 1965 : Chasseurs d'espions (１００発１００中, Hyappatsu hyakuchu?) de Jun Fukuda : Komori
- 1965 : Baka to hasami (馬鹿と鋏?) de Senkichi Taniguchi
- 1966 : Musekinin Shimizu minato (無責任清水港?) de Takashi Tsuboshima (ja)
- 1966 : Goemon se déchaîne (暴れ豪右衛門, Abare Gōemon?) de Hiroshi Inagaki : Asakura
- 1966 : Les Aventures de Takla Makan (奇巌城の冒険, Kigan-jō no bōken?) de Senkichi Taniguchi : chambellan
- 1966 : Ja ja umanarashi (じゃじゃ馬ならし?) de Toshio Sugie
- 1966 : Doto ichiman kairi (怒濤一万浬?) de Jun Fukuda : Nozaki
- 1966 : Godzilla, Ebirah et Mothra : Duel dans les mers du sud (ゴジラ・エビラ・モスラ 南海の大決闘, Gojira, Ebirā, Mosura: Nankai no daiketto?) de Jun Fukuda : le capitaine Yamoto
- 1967 : Kokusai himitsu keisatsu: Zettai zetsumei (国際秘密警察 絶体絶命?) de Senkichi Taniguchi : homme avec chapeau turc
- 1967 : Sasaki Kojirō (佐々木小次郎?) de Hiroshi Inagaki
- 1967 : L'Empereur et le Général ou Le Jour le plus long du Japon (日本のいちばん長い日, Nihon no ichiban nagai hi?) de Kihachi Okamoto : le commandant Sugahara
- 1967 : La Planète des monstres (怪獣島の決戦 ゴジラの息子, Kaijǖtō no kessen: Gojira no musuko?) de Jun Fukuda : Fujisaki
- 1968 : Rengō kantai shirei chōkan: Yamamoto Isoroku (連合艦隊指令長官 山本五十六?) de Seiji Maruyama : Watanabe
- 1969 : Furin kazan (風林火山?) de Hiroshi Inagaki : Yorishige Suwa
- 1969 : Kureijī no dai bakuhatsu (クレージーの大爆発?) de Kengo Furusawa (ja)
- 1969 : Latitude Zero (緯度0大作戦, Ido zero daisakusen?) d'Ishirō Honda : Dr Sugata
- 1969 : Nihonkai daikaisen (日本海大海戦?) de Seiji Maruyama : Tsunoda
- 1969 : Mito Kōmon man'yūki (水戸黄門漫遊記?) de Yasuki Chiba : Geki Kurokawa
- 1969 : Dai Nippon suri washǖdan (大日本スリ集団?) de Jun Fukuda : Furansu

### Années 1970
- 1970 : Kureijī no nagurikomi Shimizu minato (クレージーの殴り込み清水港?) de Takashi Tsuboshima (ja)
- 1970 : Kigeki: Makete tamaru ka! (喜劇 負けてたまるか!?) de Takashi Tsuboshima (ja)
- 1970 : Gekidō no Showa shi: Gunbatsu (激動の昭和史 軍閥?) de Hiromichi Horikawa : Tomita
- 1971 : Kigeki kinō no teki wa kyō mo teki (喜劇 昨日の敵は今日も敵?) de Yōichi Maeda (ja)
- 1973 : Ningen kakumei (人間革命?) de Toshio Masuda
- 1974 : Une famille splendide (華麗なる一族, Karei naru ichizoku?) de Satsuo Yamamoto : Haruta
- 1974 : Godzilla contre Mecanik Monster (ゴジラ対メカゴジラ, Gojira tai Mekagojira?) de Jun Fukuda : Professeur Hideto Miyajima
- 1974 : La Fin du monde d'après Nostradamus (ノストラダムスの大予言 Catastrophe-1999, Nosutoradamusu no daiyogen?)  de Toshio Masuda : scientifique
- 1975 : Les Monstres du continent perdu (メカゴジラの逆襲, Mekagojira no gyakushū?) d'Ishirō Honda : Dr Shinji Mafune
- 1975 : L'Archipel des artères (動脈列島, Dōmyaku rettō?) de Yasuzō Masumura : Tanemura
- 1976 : Ōzora no samurai (大空のサムライ?) de Seiji Maruyama
- 1977 : C'est dur d'être un homme : Mon Seigneur ! (男はつらいよ 寅次郎と殿様, Otoko wa tsurai yo: Torajirō to tonosama?) de Yōji Yamada : Munemichi
- 1977 : La Guerre de l'espace (惑星大戦争, Wakusei daisenso?) de Jun Fukuda : le commandant Oishi
- 1979 : Goro, super flic (黄金の犬, Ōgon no inu?) de Shigeyuki Yamane : Kan Aizawa
- 1979 : Le Col Nomugi (あゝ野麦峠, Ā, Nomugi tōge?) de Satsuo Yamamoto : le prince Fushimi-no-miya
- 1979 : Ultraman: Kaijū daikessen (ウルトラマン 怪獣大決戦?)

### Années 1980
- 1980 : 203 kōchi (二百三高地?) de Toshio Masuda : Nagaoka Gaishi
- 1981 : Rengo kantai (連合艦隊?) de Shūe Matsubayashi
- 1981 : Eki, la gare (駅, Eki?) de Yasuo Furuhata
- 1981 : Chikagoro naze ka Charusuton (近頃なぜかチャールストン?) de Kihachi Okamoto
- 1983 : Suparuta no umi (スパルタの海?) de Katsumi Nishikawa
- 1984 : Sayonara Jupiter (さよならジュピター, Sayonara Jupitā?) de Kōji Hashimoto et Sakyō Komatsu : Docteur Inoue Ryutarou

## Télévision
- 1966 : Ultra Q : Hanazawa
- 1967 : Ultraman : Dr Iwamoto
- 1967 : Ultraseven : Yanagawa
- 1972-1983: Taiyō ni hoero! : Takayuki Nishiyama
- 1973 : Shinsho taikōki : Hosokawa Fujitaka
- 1975 : Onihei hankachō
- 1977 : Daitetsujin 17 : Gomez
- 1979 : Kusa moeru : Yoshiyasu Ichijo